# A futura memoria: Pier Paolo Pasolini
A futura memoria: Pier Paolo Pasolini è un film documentario del 1986 diretto da Ivo Barnabò Micheli.
Vincitore ex aequo del "Mikeldi de Oro" nella 28ª edizione del Festival Internacional de Cine Documental y Cortometraje de Bilbao (ZINEBI, dal 24 al 29 novembre 1986).

## Distribuzione
Il film uscì in Italia il 6 febbraio 1986.